# Mouvement international pour l'indépendance du Tibet
Le Mouvement international pour l'indépendance du Tibet (International Tibet Independence Movement, ITIM) est une organisation à but non lucratif, fondée le 18 mars 1995, qui soutient l'indépendance tibétaine de la République populaire de Chine :
Le principe fondamental de cette association est que « Seule l'indépendance pour le Tibet peut assurer la survie de la terre tibétaine et de ses habitants, de sa culture et de sa religion ». 
Le Mouvement international pour l'indépendance du Tibet a été fondée et est basée dans la ville de Fishers (Indiana), aux États-Unis.

## Histoire
Le Mouvement international pour l'indépendance du Tibet a été fondé en 1995 par Thubten Jigme Norbu, un des frères aînés de Tenzin Gyatso, et Larry Gerstein.
L'organisation a protesté contre la République populaire de Chine à San Francisco lors des Jeux olympiques d'été de 2008 et appuyé les appels pour le boycott des Jeux olympiques.
Le groupe a organisé de nombreuses « Marches pour l'indépendance du Tibet », à Washington, en Indiana, en Floride et ailleurs.